# Resolució 450 del Consell de Seguretat de les Nacions Unides
La Resolució 450 del Consell de Seguretat de les Nacions Unides, fou aprovada el 14 de juny de 1979, després de recordar resolucions 425 (1978), 426 (1978), 427 (1978), 434 (1978) i 444 (1979) i tenint en compte l'informe del Secretari General de les Nacions Unides sobre la Força Provisional de les Nacions Unides al Líban (UNIFIL), el Consell va condemnar els atacs d'Israel contra el Líban que havien desplaçat els civils, va causar morts i destrucció. Demana a Israel que cessi les seves accions contra el país.
El Consell va reiterar els objectius de la Força, establerts en les resolucions 425, 426 i 444 que s'han d'assolir. La resolució elogia el treball de la UNIFIL, afegint que ha de gaudir de llibertat de moviment i comunicacions per implementar la resolució. També va reafirmar la validesa de l'Acord General d'Armistici entre Israel i el Líban, demanant a ambdues parts que reactivessin les Comissions Mixtes d'Armistici i ampliïn el mandat de la UNIFIL fins al 19 de desembre de 1979.
La resolució va ser adoptada per 12 vots contra cap, mentre que Txecoslovàquia i la Unió Soviètica es van abstenir i la República Popular de la Xina no va participar en la votació.